# Qatar Ladies Open 2023
Il Qatar Ladies Open 2023, conosciuto anche come Qatar TotalEnergies Open 2023 per motivi di sponsorizzazione, è stato un torneo di tennis giocato sul cemento. È stata la 21ª edizione del Qatar Ladies Open, che fa parte della categoria WTA 500 nell'ambito del WTA Tour 2023. Si è giocato nel Khalifa International Tennis Complex di Doha, in Qatar, dal 13 al 18 febbraio 2023.

## Partecipanti singolare

### Teste di serie
| Nazionalità | Giocatrice           | Ranking* | Testa di serie |
| ----------- | -------------------- | -------- | -------------- |
| Polonia     | Iga Świątek          | 1        | 1              |
| Stati Uniti | Jessica Pegula       | 4        | 2              |
| Francia     | Caroline Garcia      | 5        | 3              |
| Stati Uniti | Coco Gauff           | 6        | 4              |
| Grecia      | Maria Sakkarī        | 7        | 5              |
|             | Dar'ja Kasatkina     | 8        | 6              |
| Svizzera    | Belinda Bencic       | 9        | 7              |
|             | Veronika Kudermetova | 11       | 8              |

* Ranking al 6 febbraio 2023.

### Altre partecipanti
Le seguenti giocatrici hanno ricevuto una wild card per il tabellone principale:
- Viktoryja Azaranka
- Sofia Kenin
- Maria Sakkarī
- İpek Öz

La seguente giocatrice è entrata in tabellone con il ranking protetto:
- Karolína Muchová

La seguente giocatrice è entrata in tabellone con lo special exempt:
- Zheng Qinwen

Le seguenti giocatrici sono entrate nel tabellone principale passando dalle qualificazioni:

- Rebecca Marino
- Elise Mertens
- Karolína Plíšková
- Viktorija Tomova

### Ritiri
Prima del torneo
- Ons Jabeur → sostituita da  Barbora Krejčíková
- Anett Kontaveit → sostituita da  Karolína Muchová
- Aryna Sabalenka → sostituita da  Zhang Shuai

## Partecipanti doppio

### Teste di serie
| Nazione     | Giocatrice       | Nazione     | Giocatrice       | Ranking* | Testa di serie |
| ----------- | ---------------- | ----------- | ---------------- | -------- | -------------- |
| Stati Uniti | Coco Gauff       | Stati Uniti | Jessica Pegula   | 6        | 1              |
| Ucraina     | Ljudmyla Kičenok | Lettonia    | Jeļena Ostapenko | 21       | 2              |
| Stati Uniti | Desirae Krawczyk | Paesi Bassi | Demi Schuurs     | 27       | 3              |
| Messico     | Giuliana Olmos   | Cina        | Zhang Shuai      | 34       | 4              |

- Ranking al 6 febbraio 2023.

### Altre partecipanti
Le seguenti coppie di giocatrici hanno ricevuto una wild card per il tabellone principale:
- Mubaraka Al-Naimi /  Ekaterina Jašina
- Chan Hao-ching /  Latisha Chan

La seguente coppia è subentrata in tabellone come alternate:
- Ekaterina Aleksandrova /  Aljaksandra Sasnovič

### Ritiri
Prima del torneo
- Viktoryja Azaranka /  Elise Mertens → sostituite da  Ekaterina Aleksandrova /  Aljaksandra Sasnovič

## Campionesse

### Singolare
Iga Świątek ha sconfitto in finale  Jessica Pegula con il punteggio di 6-3, 6-0.
- É il dodicesimo titolo in carriera per Świątek, il primo della stagione.

### Doppio
Coco Gauff /  Jessica Pegula hanno sconfitto in finale  Ljudmyla Kičenok /  Jeļena Ostapenko con il punteggio di 6-4, 2-6, [10-7].